# Minas (ort)
Minas är en ort i Kuba. Den ligger i provinsen Provincia de Camagüey, i den östra delen av landet, 500 km öster om huvudstaden Havanna. Minas ligger 74 meter över havet och antalet invånare är 20 863.
Terrängen runt Minas är platt, och sluttar österut. Runt Minas är det ganska glesbefolkat, med 34 invånare per kvadratkilometer. Det finns inga andra samhällen i närheten. Omgivningarna runt Minas är en mosaik av jordbruksmark och naturlig växtlighet.